# 汪如藻
汪如藻（？—？），字念孙，浙江秀水（今嘉兴）人。清朝官员。

## 生平
汪孟鋗之子。汪如洋之兄。《四庫全書》開館時，献家藏书二百七十种。乾隆四十年（1775年）进士。任國子監學正、翰林院编修，曾校修《一統志》。官至山东粮道。